# Daniel Sturridge
Daniel Andre Sturridge (* 1. září 1989, Birmingham, Anglie, Spojené království) je bývalý anglický fotbalový útočník.

## Klubová kariéra
Sturridge začal svoji profesionální kariéru v Manchesteru City, debut si v jeho dresu odbyl v roce 2007 a hned ve svém prvním zápase v Premier League se zapsal mezi střelce. V roce 2009 se Sturridge rozhodl opustit Manchester a s vidinou více herních příležitostí přestoupil do Chelsea FC. Zde se ovšem také nestal pravidelným členem základní sestavy, a tak v poslední lednový den roku 2011 vzal zavděk půlročním hostováním v týmu Boltonu.
31. srpna 2012 nastoupil v 81. minutě v dresu Chelsea v Monaku k utkání o evropský Superpohár proti španělskému Atléticu Madrid, v němž se střetávají vítěz Ligy mistrů (tehdy Chelsea FC) a Evropské ligy (tehdy Atlético Madrid), ale porážce 1:4 společně se svými spoluhráči zabránit nedokázal.
2. ledna 2013 zkompletoval Sturridge svůj přestup do Liverpoolu, kde se opět setkal s Brendanem Rodgersem, který ho dříve vedl v mládežnické akademii Chelsea FC. 8. února 2014 se gólem podílel na debaklu dosud vedoucího týmu Premier League Arsenal FC, Liverpool zvítězil 5:1. Ve své druhé sezóně v Liverpoolu se stal druhým nejlepším střelcem BPL (Barclays Premier League) hned po svém parťákovi z týmu Luisi Suarézovi. V létě 2014 po přestupu Suáreze do Barcelony se od něj mnoho očekávalo, jenže se ještě před začátkem nové sezóny zranil a nestihl tak odehrát skoro celou podzimní část v BPL.
29. ledna 2018 odešel na hostování do konce sezóny do West Bromwich Albionu, jelikož nebyl v té době dostatečně herně vytížen v základní sestavě Liverpoolu.
Po konci sezóny 2018/19, ve které vyhrál s Liverpoolem Ligu mistrů UEFA, mu nebyla prodloužena smlouva a musel Anfield opustit. 21. srpna 2019 se dohodl s tureckým Trabzonsporem, ve kterém odehrál necelou jednu sezónu. 3. března 2020 se s klubem rozhodl smouvu ukončit z důvodu prodloužení jeho trestu za porušení pravidel o sázení.
Dne 1. října 2020 se stal posilou australského klubu Perth Glory, se kterým podepsal smlouvu na jeden rok. Vzhledem k předchozím angažmá náležel mezi největší fotbalové hvězdy příchozí do A-League.

## Reprezentační kariéra

### Velká Británie
V létě 2012 byl nominován do společného britského reprezentačního výběru do 23 let pro Letní olympijské hry v Londýně. Na turnaji vstřelil dva góly, proti Spojeným arabským emirátům (výhra 3:1) a Uruguayi (výhra 1:0). Velká Británie vypadla ve čtvrtfinále po remíze 1:1 v penaltovém rozstřelu s Jižní Koreou, a právě Sturridge jako jediný z hráčů svůj pokus neproměnil.

### Anglie
V A-mužstvu Anglie debutoval pod italským trenérem Fabio Capellem 15. listopadu 2011 v přátelském utkání se Švédskem. Objevil se na hrací ploše v průběhu druhého poločasu, Anglie zvítězila 1:0.
22. března 2013 nastoupil v kvalifikačním zápase proti domácímu San Marinu, který skončil drtivým vítězstvím Anglie 8:0. Sturridge vstřelil jeden gól. Byl to jeho první gól v A-mužstvu Anglie.
Trenér Roy Hodgson jej vzal na Mistrovství světa 2014 v Brazílii, kde Angličané vypadli již v základní skupině D, obsadili s jedním bodem poslední čtvrtou příčku.

Pod vedením trenéra Roye Hodgsona se zúčastnil i EURA 2016 ve Francii, kam se Anglie suverénně probojovala bez ztráty bodu z kvalifikační skupiny E.

## Úspěchy

### Klubové
Chelsea FC
- 1× vítěz Premier League: 2009/10
- 2× vítěz FA Cupu: 2009/10, 2011/12
- 1× vítěz Premier League Asia Trophy: 2011
- 2× vítěz Ligy mistrů UEFA: 2011/12, 2018/19

Individuální
- Tým roku Premier League podle PFA – 2013/14[14]

## Soukromý život
Sturridge je praktikující křesťan, který o své víře často hovoří. Roku 2013 založil na Jamajce svou charitativní organizaci.